# Chiba Lotte Marines
Chiba Lotte Marines ( Chiba Rotte Marīnzu?) es un equipo de béisbol con sede en la ciudad de Chiba, Japón. Fue fundado en 1950, juega en la Liga Japonesa de Béisbol Profesional encuadrado en la Liga del Pacífico, y disputa sus partidos como local en el Estadio Chiba Marine.

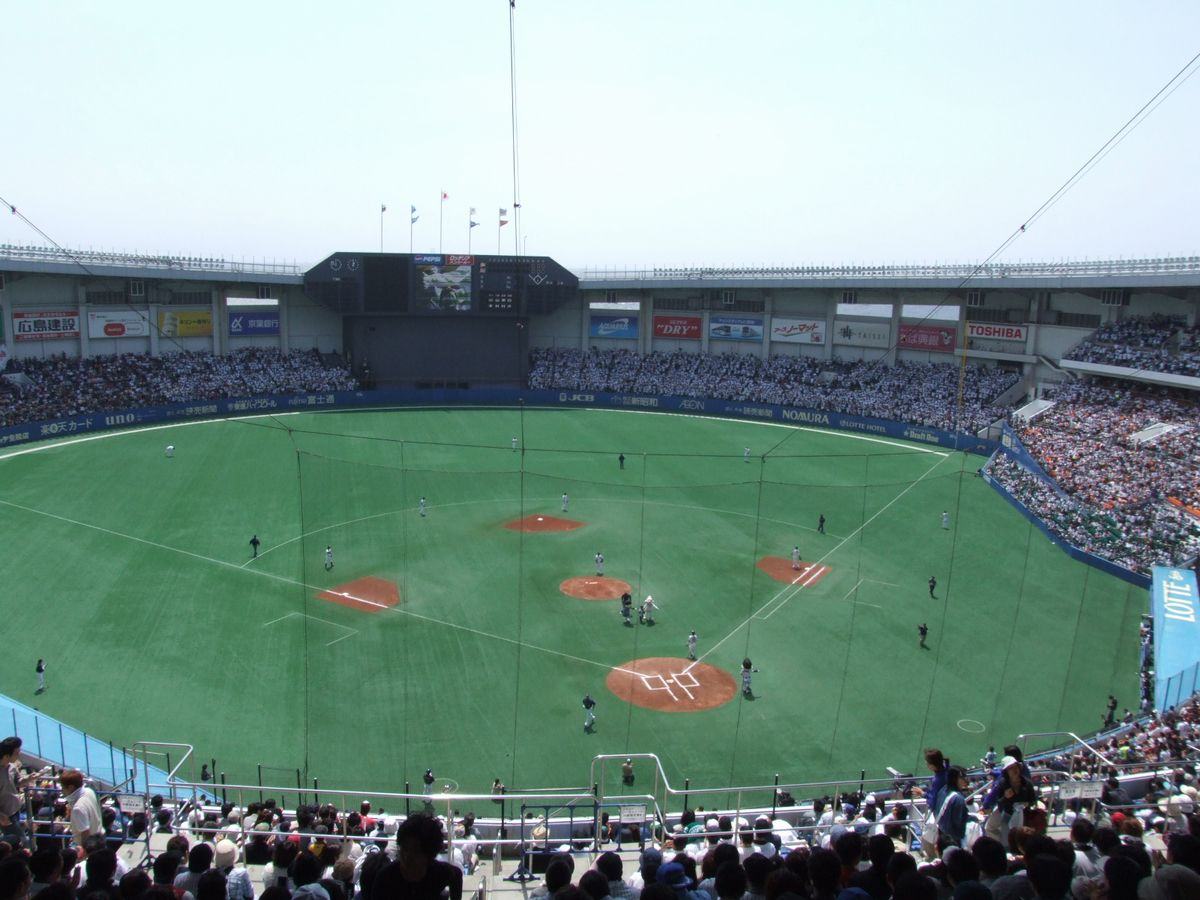
Estadio Chiba Marine, sede del equipo.

El equipo lleva incluido en su nombre a la empresa coreano-japonesa Lotte.

## Historia de la franquicia
La franquicia fue fundada en 1950 como Mainichi Orions y estuvo encuadrada desde entonces en la Liga del Pacífico. En el primer año de campeonato y de su existencia como club los Orions consiguieron ganar las Series de Japón de 1950. En 1964 el equipo pasó a llamarse Tokyo Orions, y en 1969 vuelve a cambiar el nombre por el de Lotte Orions una vez que la empresa coreano-japonesa Lotte se hizo con la franquicia. El equipo se hizo con el título de División en 1960, 1970 y 1974, y volvió a ganar una Serie de Japón en 1974.
En 1992 el equipo realiza un cambio radical. Con el traslado de la franquicia a Chiba pasan a su denominación actual de Chiba Lotte Marines. En el año 2005 los Marines consiguieron el campeonato de División y llegaron a las Series de Japón, venciendo a los Hanshin Tigers. Ese mismo año ganaron también la Copa Konami al imponerse a los Leones Samsung de Corea del Sur.

## Palmarés
- Liga del Pacífico: 5 (1950, 1960, 1970, 1974, 2005)
- Serie de Japón: 4 (1950, 1974, 2005, 2010)
- Copa Konami: 1 (2005)

## Nombres de la franquicia
- Mainichi Orions (1950-1957)
- Mainichi Orions Daiei (1958-1963)
- Tokio Orions (1964-1968)
- Lotte Orions (1969-1991)
- Chiba Lotte Marines (Desde 1992)